# نلسون استپانیان
نلسون گوُرگی استپانیان (ارمنی: Նելսոն Գևորգի Ստեփանյան؛ ۲۸ مارس [سبک قدیمی: ۱۵ مارس] ۱۹۱۳ – ۱۴ دسامبر ۱۹۴۴) یک فرد نظامی اهل ارمنستان شوروی بود. وی در دوران جنگ جهانی دوم خلبان ایلیوشین-۲ نیروی هوایی شوروی بود.
استپانیان در سال ۱۹۱۳ میلادی در شوشی، فرمانداری الیزابت‌پول به دنیا آمد. اما در دوران کودکی به همراه خانواده اش به ایروان نقل مکان نمود. وی در سال ۱۹۳۰ از مدرسه نظامی مقدماتی قفقاز فارغ‌التحصیل شد.
وی همچنین برنده جوایزی همچون نشان لنین، درجه پرچم سرخ، و قهرمان اتحاد شوروی (۲ مرتبه) شده‌است.